# Joris Diels
Joris Diels (Antwerpen, 14 januari 1903 – Scheveningen, 16 juni 1992) was een Vlaams acteur, toneel- en filmregisseur. Hij was in 1923 oprichter van Het Vlaams Kamertoneel. Voor en tijdens de Tweede Wereldoorlog was hij directeur van de Koninklijke Nederlandse Schouwburg (KNS) in Antwerpen. Hiervoor werd hij aanvankelijk veroordeeld, maar in 1948 definitief vrijgesproken. Sommige groeperingen verzetten zich tegen zijn terugkeer naar België, zodat hij na de oorlog voornamelijk in Nederland werkte. Daar was hij in 1949 medeoprichter van de Toneelacademie Maastricht en vanaf 1955 regisseur en later artistiek leider bij de Haagse Comedie.
Diels was gehuwd met de actrice Ida Wasserman (1901-1977) en was de broer van dirigent en componist Hendrik Diels (1901-1974).

## Loopbaan

### Vlaams Kamertoneel
Diels studeerde zoals zijn broer voor onderwijzer aan de Stedelijke Normaalschool in Antwerpen, waar hij speelde in het (Franstalig) schooltoneel. Hij legde zich toe op het theater en richtte na zijn studies in 1923 het Vlaams Kamertoneel op. Het gezelschap bracht vernieuwend theater van moderne auteurs in een zaal van de El Bardo-schouwburg op de Sint-Jacobsmarkt. Diels was er zowel acteur als regisseur, met aandacht voor de theatervernieuwingen die in deze periode reageerden tegen het realisme en naturalisme in het theater. 

### Eerste periode bij KNS
In 1925 wordt Diels aangeworven als inspiciënt en acteur voor de KNS door toenmalig directeur Jan Oscar De Gruyter. De Gruyter gebruikte Diels ook als regisseur. In 1927 speelde Diels een seizoen voor het Hollandsch Tooneel (Hollandsche Schouwburg) in Amsterdam, waar op dat ogenblik zijn toekomstige vrouw Wasserman acteerde. Ze huwden in september 1928 en speelden beiden daarna opnieuw bij de KNS. Op 21 september 1935 volgde Diels Willem Benoy (1882-1939) op als directeur van de KNS. Hij voerde enkele vernieuwingen door en mede dankzij de economische herleving in 1935-36 kon hij de publieke belangstelling terug opkrikken. Na drie seizoenen werd zijn contract echter niet verlengd. 

### Het Gezelschap Joris Diels
Diels besloot een eigen gezelschap te vormen en nam een aantal belangrijke spelers mee, zoals zijn echtgenote Ida Wasserman en Jos Gevers en de Nederlandse regisseur Ben Royaards, die hij het jaar voordien voor de KNS had aangeworven.  Op 27 september 1938 liep de theaterzaal van het Koninklijk Kunstverbond, die hij vlak bij de Bourlaschouwburg huurde, vol voor Elk wat wils van William Shakespeare, de eerste voorstelling van het Gezelschap Joris Diels. De burgemeester van Antwerpen, Camille Huysmans, die zelf niet akkoord ging met de directeurswissel bij de KNS, woonde de openingsvoorstelling bij.

### Tweede periode bij KNS
Toen het in 1939 met de KNS opnieuw slechter ging, keerde het stadsbestuur op zijn stappen terug. Diels werd na lange onderhandelingen opnieuw aangeworven als directeur op 12 oktober 1939 en bespeelde nu twee theaterzalen. Het nieuwe seizoen opende op 25 oktober met Madame Sans Gêne van Victorien Sardou en Emile Moreau. Bij het begin van de Tweede Wereldoorlog op 10 mei 1940 sloten alle theaters en Diels vlucht met een groot deel van het gezelschap naar het zuiden van Frankrijk. Na de vijandelijkheden keerde Diels naar België terug en op 17 augustus werd hij herbenoemd voor het seizoen 1940-1941. Dit theaterseizoen ging op 28 september 1940 van start met een reprise van De Leeuw van Vlaanderen door Frans Meire (die gesneuveld was tijdens de Achttiendaagse Veldtocht). De bezetter legde beperkingen op aan het repertoire en ook zijn Joodse echtgenote, Ida Wasserman, kon hij niet opnieuw tewerkstellen.
Na de oprichting van Groot-Antwerpen in 1942, worden ook de theaters onder één directie geplaatst. Diels werd op 27 mei 1942 aangesteld als directeur-generaal van de Koninklijke Theaters van Antwerpen. Daaronder viel ook de Koninklijke Vlaamse Opera (KVO) waar zijn broer Hendrik Diels de dagelijkse leiding kreeg. In 1942 nam Joris Diels tevens het initiatief tot de oprichting van het Jeugdtheater, waarvan de eerste voorstelling in première ging op 3 oktober 1942 in de Concordiazaal in de Lange Gasthuisstraat (Antwerpen).

### Na de oorlog
Eind augustus 1944 werd Diels gewaarschuwd voor de nakende repressie en besloot hij onder te duiken en te vluchten naar Frankrijk. Op 29 april 1947 werd hij bij verstek veroordeeld tot vijftien jaar gevangenisstraf. In februari 1948 keert hij clandestien terug naar België en in overleg met zijn advocaat biedt hij zich aan bij het gerecht en gaat in beroep tegen de uitspraak. Na een half jaar in de gevangenis te hebben gezeten, werd hij op 30 augustus 1948 vrijgesproken. Hij kon echter niet opnieuw aan de slag in de KNS, volgde Ida Wassermann die intussen bij de Haagsche Comedie werkte, naar Nederland.
Wat hem in Vlaanderen achtervolgt, laat zich ook in Nederland gelden: een voorstelling te Amsterdam wordt afgelast en plannen om Diels nauwer te betrekken bij dit gezelschap, onder meer op instigatie van bestuurder Martinus Nijhoff, worden uitgesteld. In 1955 wordt hij dan toch regisseur bij de Haagse Comedie.

## Nieuwe initiatieven
- In 1939 richtte Diels het Hoger Instituut voor Toneel en Regie op, waar toekomstige acteurs naast spelopleiding ook een bredere culturele scholing kregen. Acteurs zoals Dora van der Groen en Yvonne Lex studeerden aan dit instituut, dat reeds in 1944 ophield te bestaan.
- Een ander initiatief in deze periode was de oprichting van het Jeugdtheater in 1942 onder leiding van de regisseur Fred Engelen.
- Diels sloot het seizoen van de KNS af met de Komediantenrevue, een initiatief dat tot in 1955 stand hield.
- Vanaf het seizoen 1943-44 organiseerde hij de Middagen van de Poëzie onder leiding van de voordrachtskunstenaar Jan Brouwers.

- Biografisch Portaal: 34795322
- Digitale Bibliotheek voor de Nederlandse Letteren: diel003
- International Standard Name Identifier: 0000 0003 9617 1607
- Nederlandse Thesaurus van Auteursnamen: 073518301
- Virtual International Authority File: 2854028
- WorldCat: E39PBJf8q6HjMhkqkBvtYQqxXd